# Kushalnagar
Kushalnagar (o Kushalanagara, o anche Fraserpet) è una suddivisione dell'India, classificata come census town, di 13.262 abitanti, situata nel distretto di Kodagu, nello stato federato del Karnataka. In base al numero di abitanti la città rientra nella classe IV (da 10.000 a 19.999 persone).

## Geografia fisica
La città è situata a 12° 28' 0 N e 75° 58' 0 E e ha un'altitudine di 830 m s.l.m..

## Società

### Evoluzione demografica
Al censimento del 2001 la popolazione di Kushalnagar assommava a 13.262 persone, delle quali 7.010 maschi e 6.252 femmine. I bambini di età inferiore o uguale ai sei anni assommavano a 1.600, dei quali 801 maschi e 799 femmine. Infine, coloro che erano in grado di saper almeno leggere e scrivere erano 10.302, dei quali 5.742 maschi e 4.560 femmine.